# Alimentos Artesanos de Navarra
Alimentos Artesanos de Navarra es una marca de garantía en España utilizada por una pluralidad de empresas bajo el control y utilización de su titular que certifica que los productos o servicios a los que se aplica cumplen unos requisitos comunes. En concreto, la marca certifica las características intrínsecas del producto que lo diferencian cualitativamente respecto a productos de su misma naturaleza comúnmente regulados, así como las características específicas de aquellos productos tradicionales que no estén definidos por la normativa nacional o comunitaria.

## Historia
La actual marca tiene su origen en la iniciativa de un grupo empresas que vieron la necesidad de agruparse con dos objetivos fundamentales:
- La normalización de los productos artesanos.
- El control de los mismos.

La regulación que existía en aquel momento sobre la artesanía agroalimentaria en Navarra, España. Consistía en el Decreto Foral 103/1994 que al parecer, resultaba insuficiente ya que definía de forma muy ambigua quién era un artesano y qué era una empresa artesana, así como también se dejaba sin establecer el producto artesano y el sistema de control que garantizase a los productos acogidos. Fue por ello que se creó un reglamento de funcionamiento interno que ha desembocado en la Disposición Normativa Reguladora de la Artesanía Agroalimentaria de Navarra.
Ahí se recogen las características que ha de cumplir el producto artesano, las Normas Técnicas Específicas de cada producto o grupo de productos, el logotipo de la Artesanía Agroalimentaria y la aprobación de la encomienda de su gestión y control al antiguo Instituto de Calidad Agroalimentaria de Navarra (Actualmente englobado en INTIA).
Así indica la propia Asociación de Alimentos Artesanos de Navarra la historia sobre la marca:

La actual marca "Alimentos Artesanos" tiene su origen en la iniciativa de un grupo de ocho empresas que vieron la necesidad de agruparse con dos objetivos fundamentales: la normalización de los productos artesanos y el control de los mismos.

La regulación que existía en aquel momento sobre la artesanía agroalimentaria consistía en el Decreto Foral 103/1994 que resultaba a todas luces insuficiente, ya que definía de forma muy ambigua al artesano y a la empresa artesana y dejaba sin establecer el producto artesano y un sistema de control que garantizara los productos acogidos. Así, la Asociación creó un Reglamento de funcionamiento interno que ha desembocado en la Disposición Normativa Reguladora de la Artesanía Agroalimentaria de Navarra, recogida en la Resolución del Gobierno de Navarra de 29 de mayo de 2000. En la misma se recogen las características que ha de cumplir el producto artesano, las Normas Técnicas Específicas de cada producto o grupo de productos, el logotipo de la Artesanía Agroalimentaria (cedido por la propia Asociación) y la aprobación de la encomienda de su gestión y control a la sociedad pública ICAN (Instituto de Calidad Agroalimentaria de Navarra).
Respecto a las tareas de promoción es importante que se sea capaz de comunicar eficazmente la coherencia, fundamentada en elementos Geográficos, Históricos, de Tipicidad y Económicos, de los productos de la marca con sus atributos. Será importante destacar, entre otros aspectos, los siguientes:
• El ámbito geográfico en el que se producen o elaboran los productos y que estará expresado en las normas de los mismos.
• El vínculo histórico y la tipicidad de los productos. Para los D.O. e I.G.P., E.T.G. ya está claro. Para el resto de productos habría que seguir un esquema similar.
• El esfuerzo de los productores y/o elaboradores asociados por mantener un tipo de estructura económica que en el contexto actual de globalización económica y de concentración de la producción en manos de unas pocas multinacionales, es la única que no busca el beneficio inmediato sino que tiene vocación de permanencia en el territorio y su desarrollo a largo plazo. Este modelo económico evita el riesgo de deslocalización de las empresas, mantiene la vida de los pueblos y el entorno natural…
• El alto grado de concienciación y exigencia que se tiene por parte de los productores respecto a la producción saludable, al control de las materias primas desde el origen y el respeto al medio ambiente.
Como garantía te ofrecemos que nos conozcas, que puedas saber dónde y cómo cultivamos, criamos o elaboramos. Porque creemos que para fomentar la confianza, la relación directa y el conocimiento mutuo son infinitamente más eficaces que todas las certificaciones, sellos y códigos que se puedan colocar sobre un producto.

• La trazabilidad más completa de los productos es la que se consigue gracias a que el origen es próximo y conocido y a que la mayoría de las materias primas provienen de la propia explotación o de la de otro socio o proveedor de características similares y con el mismo grado de compromiso.

La Asociación de Alimentos Artesanos de Navarra